# Hulpmiddel voor gehandicapten
Een hulpmiddel voor  personen met een handicap, ook wel assistieve technologie (AT) of ondersteunende technologie genoemd, is een voorziening ter ondersteuning van personen met een beperking wegens een functiestoornis of hoge leeftijd. 
Met deze hulpmiddelen kan een beperking geheel of ten dele gecompenseerd worden. De beperkingen kunnen van motorische, zintuiglijke, cognitieve, emotionele of psychische aard zijn. Hulpmiddelen kunnen variëren van prothesen, rolstoelen en aangepaste producten tot aanpassingen voor de computer. Het begrip 'technologie' moet hier zeer ruim geïnterpreteerd worden, het kan gaan van zeer laag technologische hulpmiddelen zoals een verdikking van een pen tot zeer hoog technologische hulpmiddelen zoals een elektronische rolwagen of communicatiehulpmiddel.

## Voorbeelden
- Aangepast bestek
- Aangepaste bekers
- Aangepaste borden
- Douchewc
- Hoog/laag keuken
- Hoog/laag toilet
- rolstoelen, rollators en stokken
- Snijhulp
- Speciale opener
- Sta-op-stoel
- Toiletverhogers

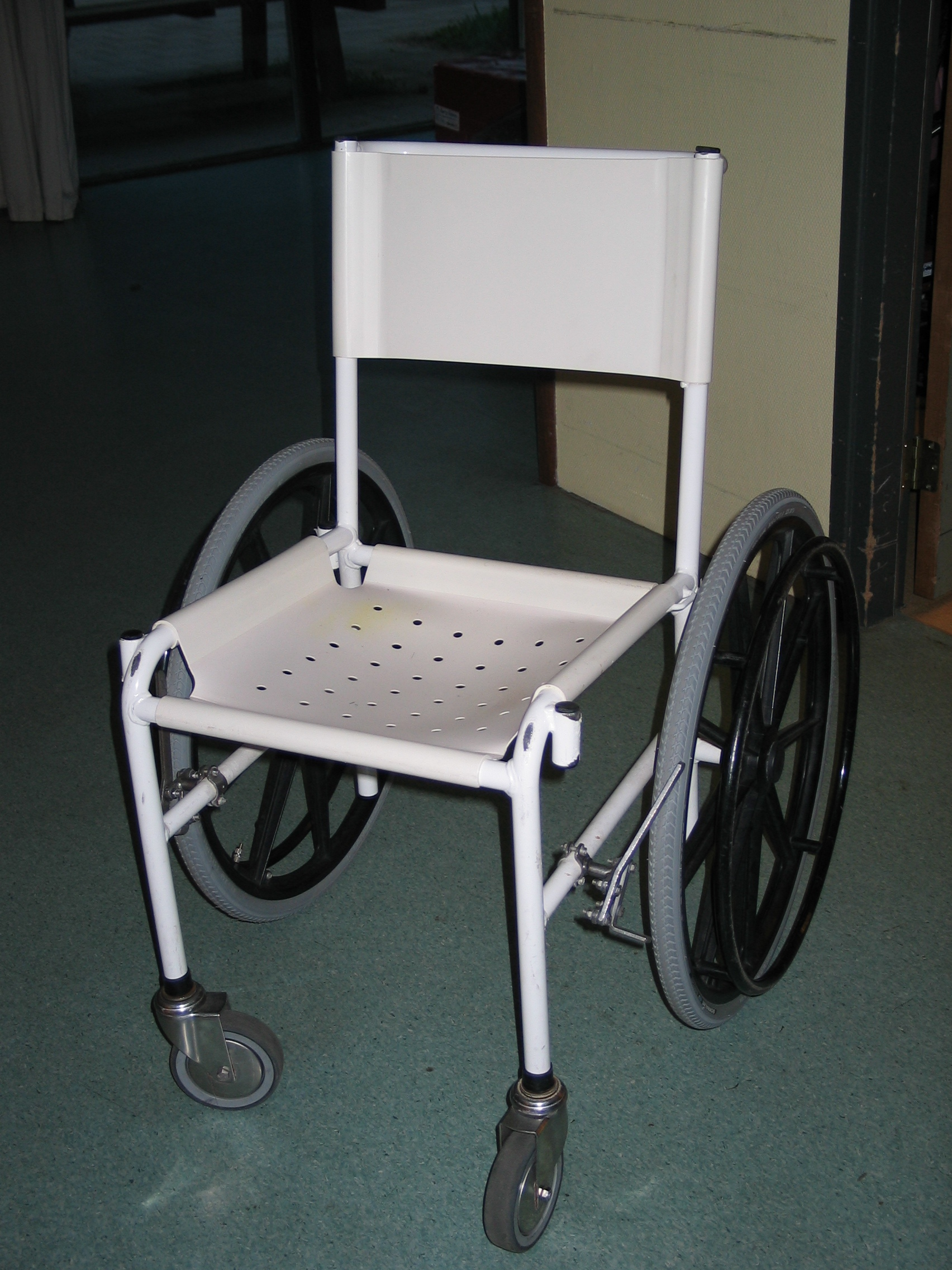
Douchestoel

- Verlengde borstels, kammen en sponsen
- Wandbeugels

## Doel
Het integreren van nieuwe technologische oplossingen in de zorg helpt om het hoofd te bieden aan een tekort aan zorgaanbieders en het doel om zorgbehoevende mensen zo lang mogelijk in comfortabele en veilige omstandigheden in hun thuisomgeving te laten blijven wonen. Assistieve technologie biedt hiervoor excellente mogelijkheden.

## Classificatie
Om de soorten producten die door de sector van de assistieve technologie worden voortgebracht op fijnere manier inzichtelijk te maken, wordt op Europees niveau gebruikgemaakt van een ISO-productclassificatie die bestaat rond hulpmiddelen voor mensen met functioneringsproblemen. De ISO-norm die wordt gebruikt (EN ISO 9999 - Assistive products for persons with a disability) werd goedgekeurd in 2007 door het European Committee for Standardizationen wordt binnen de EU officieel erkend. Deze onderscheidt 11 klassen, van hulpmiddelen voor medische behandeling door de persoon zelf (bijvoorbeeld een glucosemeter), tot middelen voor aanpassing van de woning (zoals en automatische deur) en hulpmiddelen voor ontspanning (bijvoorbeeld sportmateriaal voor mindervaliden).
In Noord-Amerika wordt doorgaan eens iets andere indeling gebruikt, onder auspiciën van het National Institute of Disability and Rehabilitation Research. Voor 70% volgt men hier gelijkaardige categorieën, voor de rest zijn er kleine verschillen of andere groeperingen.

## Vlaanderen
Omdat de sector die dergelijke hulpmiddelen produceert niet te vatten is in klassieke sectorale codes (zoals NACE), is het niet eenvoudig een beeld te vormen van de omvang van de sector en haar economisch belang. In Vlaanderen werd in 2011 een poging gedaan om het belang van de sector in kaart te brengen aan de hand van een bedrijvenregister. Om de bedrijven te identificeren die actief zijn in de assistieve technologie werd beroep gedaan op intermediaire organisaties die met deze bedrijven in contact staan. Op die manier kon een bedrijvenregister worden opgebouwd dat bestaat uit 1137 bedrijven die volledig of deels activiteiten hebben in de assistieve technologie. Bij deze bedrijven werd een online enquête gelanceerd om te achterhalen welke knelpunten zij ervaren in hun groei en ontwikkeling.
Hieruit blijkt dat de sector van assistieve technologie zeer divers is, met niettemin enkele duidelijke gelijkaardige kenmerken. De sector is in Vlaanderen grotendeels geconcentreerd rond een beperkt aantal productcategorieën, met name:
- hulpmiddelen voor communicatie en informatie (bijvoorbeeld zorgtechnologie, telefoons en computers)
- inrichtingselementen en aanpassingen voor woningen en andere gebouwen (bijvoorbeeld aangepast meubilair, bedden, en trappen)
- hulpmiddelen voor mobiliteit van personen (bijvoorbeeld rolstoelen en trapliften)

Ongeveer een-derde van de bedrijven heeft assistieve technologie werkelijk als core business, terwijl een-derde er in zeer geringe mate mee bezig is. Ook is het een zeer innovatieve sector, waarin 92% van de bedrijven in de voorgaande jaren geïnnoveerd had, en 67% daarbij een bewuste innovatiestrategie hanteerde.
Daarnaast wordt de sector gekarakteriseerd door een aantal specifieke kenmerken, die de verdere ontwikkeling van bedrijven in de weg staat.
- De markt van de assistieve technologie is een markt met eigen wetmatigheden en kenmerken: gesubsideerd, sterk gereglementeerd, relatief versnipperd. Bijgevolg is hij minder toegankelijk;
- De markt van de assistieve technologie is een nieuwe markt waarop zowel bedrijven als klanten zich nog onzeker voelen;
- De sector van de assistieve technologie bestaat hoofdzakelijk uit kleine ondernemingen die over beperkte middelen beschikken voor innovatie en die doorgaans moeilijker de weg vinden naar innovatieadviseurs;
- In de assistieve technologie (en de gezondheidszorg in zijn geheel) is de interactie tussen de verschillende spelers (overheid, kenniscentra, bedrijven, zorginstellingen, gebruikers) nog onvoldoende ontwikkeld. Deze interactie is nochtans noodzakelijk om te komen tot verdere innovatie en groei van de sector.

In Vlaanderen bestaat het Vlaams Agentschap voor Personen met een Handicap. Deze geven informatie over hulpmiddelen voor personen met een motorische, visuele, gehoor- of spraakhandicap en voor personen met een cognitieve handicap of leerstoornis.